# 56073 Poggianti
56073 Poggianti è un asteroide della fascia principale. Scoperto nel 1998, presenta un'orbita caratterizzata da un semiasse maggiore pari a 2,317574 UA e da un'eccentricità di 0,211772, inclinata di 3,129386° rispetto all'eclittica.